# ガスタン・デ・オルレアンス (ウー伯)

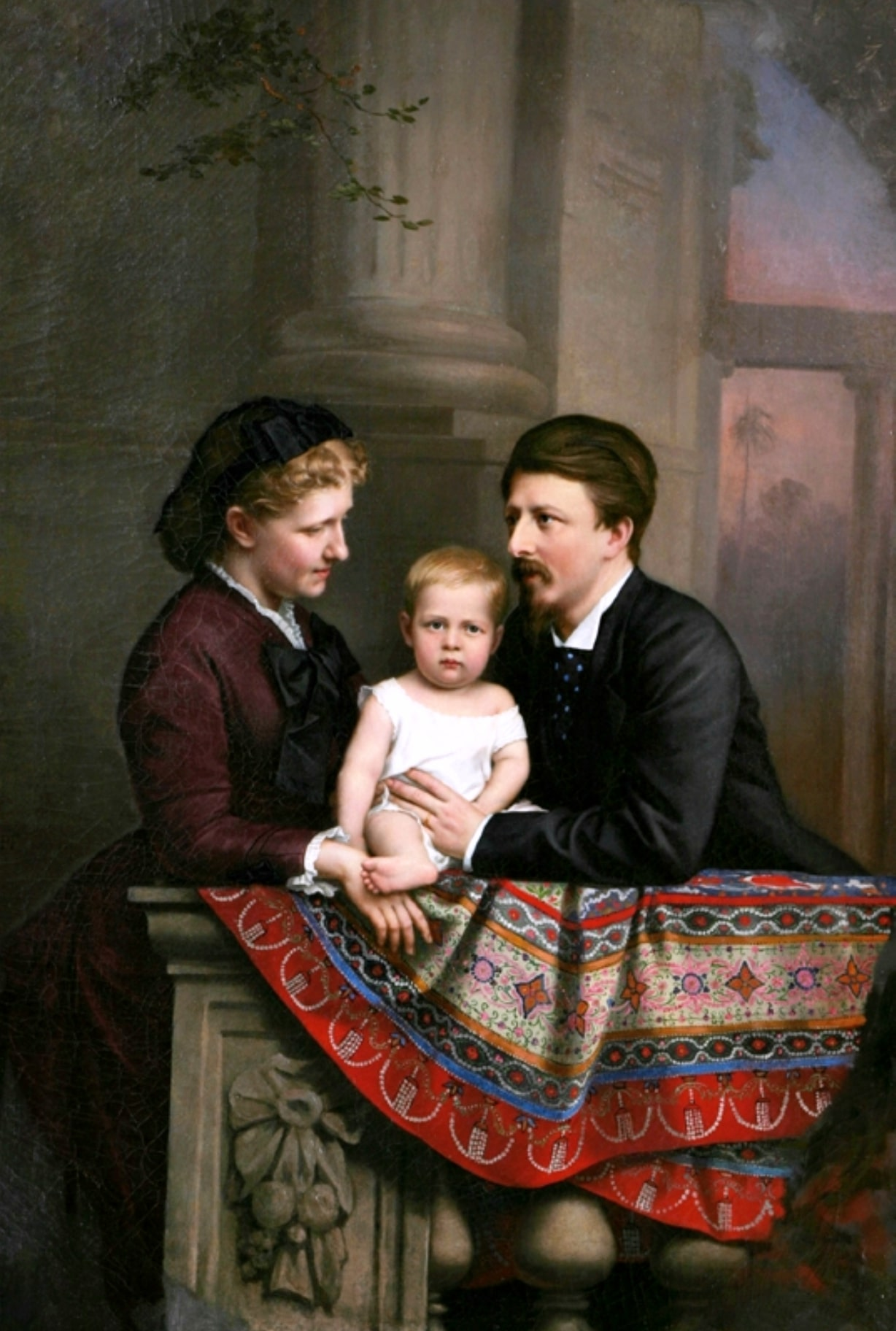
ガスタン、イザベル、長男ペドロ

ルイス・フィリペ・マリア・フェルナンド・ガスタン・デ・オルレアンス・エ・サクセ＝コブルゴ＝ゴータ（ポルトガル語：Luís Filipe Maria Fernando Gastão de Orléans e Saxe-Coburgo-Gota, 1842年4月28日 - 1922年8月28日）は、ブラジル皇女イザベル・ド・ブラジルの夫。フランス王族。ウー伯。フランス語名は、ガストン・ドルレアン（Louis Philippe Ferdinand Gaston d'Orléans, comte d'Eu et prince du Brésil）。 

## 生涯
ヌムール公ルイ・シャルル（フランス王ルイ・フィリップの次男）とその妃ヴィクトワールの長男としてヌイイで誕生した。
1864年10月、ブラジル皇位継承者イザベルと結婚した。三国同盟戦争では司令官を務めて有能さを見せたが、義父にあたるブラジル皇帝ペドロ2世は喜ばなかったという。
1889年の帝政廃止により、妻子を連れてフランスへ亡命する。1922年に共和国政府より入国禁止措置が解かれたため、1921年に亡くなっていたイザベルの棺とともにブラジルへ渡るが、その途上船上で急逝した。
皇位継承者ルイス・マリアら子孫は、オルレアンス・エ・ブラガンサ（casa de Orléans e Bragança）の姓を名乗っている。